# Tezaur Uman Viu
Tezaur Uman Viu este un titlul onorific acordat de Ministerul Culturii pentru salvgardarea, păstrarea și transmiterea patrimoniului cultural imaterial. Până la adoptarea, în 2003, a noii convenții UNESCO, programul a încurajat statele membre să creeze o metodă de recunoaștere a meșterilor tradiționali talentați.
În România, programul funcționează în baza Ordinului Ministrului Culturii nr. 2491 din 27.11.2009 pentru aprobarea Regulamentului de acordare a titlului de TEZAUR UMAN VIU, amendat prin Ordinul Ministrului Culturii prinvind modificarea OMC nr. 2491/27.11.2009. Titlul de Tezaur Uman Viu este viager, personal și netransmisibil și se acordă de către Comisia națională pentru salvgardarea patrimoniului cultural imaterial. 
Legea prin care 30 noiembrie – ziua Sfântului Andrei – devine Ziua națională a tezaurului uman viu a fost promulgată de către președintele Klaus Iohannis. Inițiativa legislativă aparține deputatului PNL de Alba Florin Roman.
Inițiativa vizează creșterea gradului de recunoaștere și vizibilitate a păstrătorilor și transmițătorilor elementelor de patrimoniu cultural imaterial în cadrul comunităților din care fac parte, al specialiștilor și al publicului larg, precum și promovarea acelor persoane care, făcând dovada caracterului excepțional al performării, sunt capabile să transmită un anumit element de patrimoniu imaterial, în forma și cu mijloacele tradiționale nealterate, contribuind, astfel, la asigurarea viabilității acestuia.
Totodată, inițiativa oferă posibilitatea autorităților administrației publice centrale și locale, precum și instituțiilor publice aflate în subordinea sau coordonarea lor, să organizeze sau să sprijine logistic și material, prin bugetele proprii, manifestările culturale, artistice sau educaționale dedicate acestei zile.

#### 30 noiembrie – Ziua națională a tezaurului uman viu – motivarea inițiativei
Potrivit inițiatorului, din anul 1997, Sfântul Apostol Andrei a fost proclamat Ocrotitorul României. Astfel, 30 noiembrie, ziua prăznuirii sale, a devenit sărbătoare bisericească națională, ca urmare a Hotărârii Sfanțului Sinod din 14 noiembrie 2001, iar prin Legea nr. 147 din 23 iulie 2012 adoptată de Senatul României în 23 noiembrie 2011 și de Camera Deputaților în 26 iunie 2012, și promulgată prin decretul nr. 517 pe 20 iulie 2012 al Președintelui României, este sărbătoare legală (zi nelucrătoare).
„Programul <Tezaure umane vii> a pornit ca o inițiativă UNESCO pentru salvgardarea, păstrarea și transmiterea patrimoniului cultural imaterial. În România, programul funcționează în baza Ordinului Ministrului Culturii nr. 2491 din 27.11.2009 pentru aprobarea Regulamentului de acordare a titlului de <Tezaur uman viu>, amendat prin Ordinul Ministrului Culturii privind modificarea OMC nr. 2491/27.11.2009.

## Lista românilor care au primit titlul onorific de „Tezaur Uman Viu”
- Liviu Balâc, prelucrarea lemnului - realizare icoane din lemn, județul Buzău;[3]
- Floare Finta,[4] rapsod și meșter popular, colaborator al Ansamblului Oașul, din Negrești-Oaș, Țara Oașului, județul Satu Mare;
- Floarea Cosmii, Opincăreasă, din Runcu Salvii, județul Bistrița Năsăud
- Vasile Ungureanu, interpret popular la instrumente pastorale tradiționale, comuna Mălini, județul Suceava;[5]
- Traian Davidean, meșter popular cojocar din Frătăuții Noi, județul Suceava;
- Dorin Cocârță, dansator popular, comuna Fundu Moldovei, județul Suceava;
- Etelca Barko, încondeiat ouă, satul Purcăreni, comuna Tărlungeni, județul Brașov;
- Pera Bulz, taragotist, satul Basarabasa, comuna Vața de Jos, județul Hunedoara;
- Cornel Bumb, interpret popular - Trio Transilvan Zorile, comuna Mociu, județul Cluj;
- Valer Burzo, rapsod popular, comuna Suciu de Sus, județul Maramureș;
- Alexandru Ciurcui, instrumentist tradițional (vioară), satul Soporu de Câmpie, comuna Frata, județul Cluj;
- Nicolae Coroiu, constructor instrumente muzicale populare - țitere (țâmbre), satul Valea Uțului, comuna Avram Iancu, județul Alba;
- Băbuți Covaci, interpret popular - Trio Transilvan Zorile, comuna Mociu, județul Cluj;
- Alexandru Covaci, interpret popular - Trio Transilvan Zorile, comuna Mociu, județul Cluj;
- Felicia Cuciureanu, horitoare, comuna Bilca, județul Suceava;
- Constantin Curecheriu, creator de măști populare, satul Sticlăria, comuna Scobinți, județul Iași;
- Petre Feraru, vătaf de căluș, satul Beria de Jos, comuna Oporelu, județul Olt;
- Mariana Gligor, tulnicăreasă, orașul Câmpeni, județul Alba;
- Vasile Ghica, rapsod popular, satul Călărașii Vechi, comuna Cuza Vodă, județul Călărași;
- Rozalia Graur, împletituri în papură, satul Câmpenița, comuna Ceaușu de Câmpie, județul Mureș;
- Dumitru Liceanu, cojocărit, comuna Vădastra, județul Olt;
- Francisc Lovasz "Kuli", dansator popular, satul Vișea, comuna Jucu de Sus, județul Cluj;
- Mircea Micu, constructor de instrumente muzicale populare (cimpoi și bucium), comuna Sărulești, județul Buzău;
- Dumitru Moldovan, dansator popular, comuna Frata, județul Cluj;
- Nicolae Muntean, meșter iconar, localitatea Vinerea, orașul Cugir, județul Alba;
- Augustin Pall, olărit, satul Corund, comuna Corund, județul Harghita;
- Amelia Papazissu, țesut în păr de capră și lână, comuna Vintilă Vodă, județul Buzău;
- Constantin Perța, prelucrarea lemnului, comuna Ceru-Băcăinți, județul Alba;
- Adela Petre, țesut, municipiul Buzău, județul Buzău;
- Nicolae Pițiș, rapsod popular, comuna Lăpuș, județul Maramureș;
- Ioan Pumnea, instructor de dansuri populare, municipiul Brașov, județul Brașov;
- Elisabeta Rusu, dansator popular, comuna Frata, județul Cluj;
- George Rada, interpret popular și constructor viori cu goarnă, municipiul Oradea, județul Bihor;
- Dumitru Sofonea, cojocărit, comuna Drăguș, județul Brașov;
- Vasile Soporan, rapsod popular, comuna Frata, județul Cluj;
- Silvia Tecoanță, țesut, comuna Alțâna, județul Sibiu;
- Olivia Tima, țesut, comuna Sălciua, județul Alba;
- Domnica Trop, interpret popular, comuna Isverna, județul Mehedinți;
- Carol Țuli, interpret popular - Trio Transilvan Zorile, comuna Mociu, județul Cluj;[6]
- Teodora Purja, rapsod popular și alături de Nicolae Pițiș, Casandra Hausi, Grigore Leșe, Lenuța Purja, Negrean Sergiu ș.a. păstrătoare și promovatoare al stilului de interpretare al „Horei cu noduri” sau „Horei în Grumaz”, sat. Agrieș, jud. Bistrița-Năsăud.
- Cei 38 de laureați ai Galei Tezaure Umane Vii 2022 sunt: *
- Alexandrina Olguța Filip - Port popular (producerea îmbrăcămintei) - Olt  
  - Ana Bodescu - Port popular (producerea îmbrăcămintei) - Bistrița-Năsăud
  - Ana Neamțu - Spiritualitate - Alba
  - Eugen Gavrilă - Sculptor în lemn, prelucrarea lemnului - Alba
  - Florin Nicolae Poenariu - Meșter iconar - Alba
  - Ioan Moldovan - Spiritualitate - Cluj
  - Ion Crețeanu - Spiritualitate - rapsod - Olt
  - Maria Dulău - Spiritualitate - Alba
  - Marius Mihuț - Constructor instrumente muzicale (viori cu goarnă) - Bihor
  - Petre Masala - Spiritualitate - Căluș - Argeș
  - Ștefan Harabagiu - Spiritualitate - dansator - Vrancea
  - Ion Albu - Spiritualitate, măști populare - Neamț
  - Maria Bucin - Spiritualitate - Mureș
  - Maria Antoneta Ciucă - Confecționare port popular / brodat - Sibiu
  - Sorin Ion Giubega - Prelucrarea lutului/ olărit - Vâlcea
  - Hasas Petru - Prelucrarea lutului/ olărit - Bihor
  - Lupu Ștefan - Prelucrare lemn - Sculptor tradițional în lemn - Brașov
  - Ioan Moldovan - Spiritualitate, cântăreț neprofesionist - Bistrița-Năsăud
  - Cornel Salvador Palladi - Confecționare instrumente muzicale (viori cu goarnă) - Bihor
  - Dumitru Tincu Pop - Spiritualitate - Maramureș
  - Lăcrămioara Pop - Spiritualitate - Harghita
  - Viorica Tripon - Prelucrarea fibrelor și firelor textile - țesături - Cluj
  - Vinca Cosana - Spiritualitate - Cluj
  - Andrei Gheorghe - Prelucrarea lutului - Iași
  - Bordea Iosif - Cărbunărit - Cluj
  - Ilyes Mihaly - Prelucrarea lutului - Harghita
  - Istvanfi Gheza - Prelucrarea lutului - olărit
  - Nicolae Bacea - Prelucrarea pieilor și blănurilor - cojocărit - Bistrița-Năsăud
  - Liviu Balâc - Prelucrarea lemnului, realizare icoane din lemn - Buzău
  - Maria Babu - Alimentație, tehnici de pregătire alimentară - Gorj
  - Borza Petru - Prelucrarea lutului/ olărit - Hunedoara
  - Aurica Cojocariu - Prelucrare fibre și fire textile - Botoșani
  - Neculai Comăneciu - Prelucrare lemn, porți de lemn - Bacău
  - Angelica Lungociu - Instalații de tehnică populară - vâltoare - Brașov
  - Olivotto Viorica - Cusături și țesături populare - Argeș
  - Șușca Vasile - Realizare obiecte cu utilizare ritual - măști populare - Maramureș
  - Ileana Hotopilă - Pictură cu ceară pe coajă ouălor, încondeiere ouă - Suceava
  - Margareta Nagy - Prelucrarea lemnului - împletitul vegetalelor - Mureș